# Obratnaja svjaz (film fra 1977)
 Ikke at forveksle med Obratnaja svjaz (film fra 2020).
Obratnaja svjaz (russisk: Обратная связь, da.: Feedback) er en sovjetisk spillefilm fra 1977 af instrueret Viktor Tregubovitj.

## Medvirkende
- Oleg Jankovskij som Leonid Aleksandrovitj Sakulin
- Mikhail Uljanov som Ignat Maksimovitj Nurkov
- Kirill Lavrov som Vladimir Borisovitj Okunev
- Ljudmila Gurtjenko som Margarita Illarionovna Vjaznikova
- Igor Vladimirov som Rolan Matvejevitj Lonjakov